# Iquitos
Iquitos ist mit 144.463 Einwohnern und 377.609 Einwohnern im Ballungsraum (Zensus 2017) die größte Stadt im tropischen Regenwald des südamerikanischen Anden-Staates Peru und die Hauptstadt der Region Loreto sowie der Provinz Maynas. Die Stadt ist per Straße von der Außenwelt abgeschnitten und nur mit dem Flugzeug oder mit dem Boot über den Amazonas zu erreichen. Die Stadt liegt zwischen den Flüssen Río Itaya (im Süden) und Río Nanay (im Norden), die dort in den Amazonas münden. Iquitos liegt 125 km unterhalb des Zusammenflusses der beiden Hauptquellflüsse des Amazonas, Río Ucayali und Río Marañón.
Im Stadtteil San Juan Bautista liegt der internationale Flughafen Coronel FAP Francisco Secada Vignetta.

## Geschichte

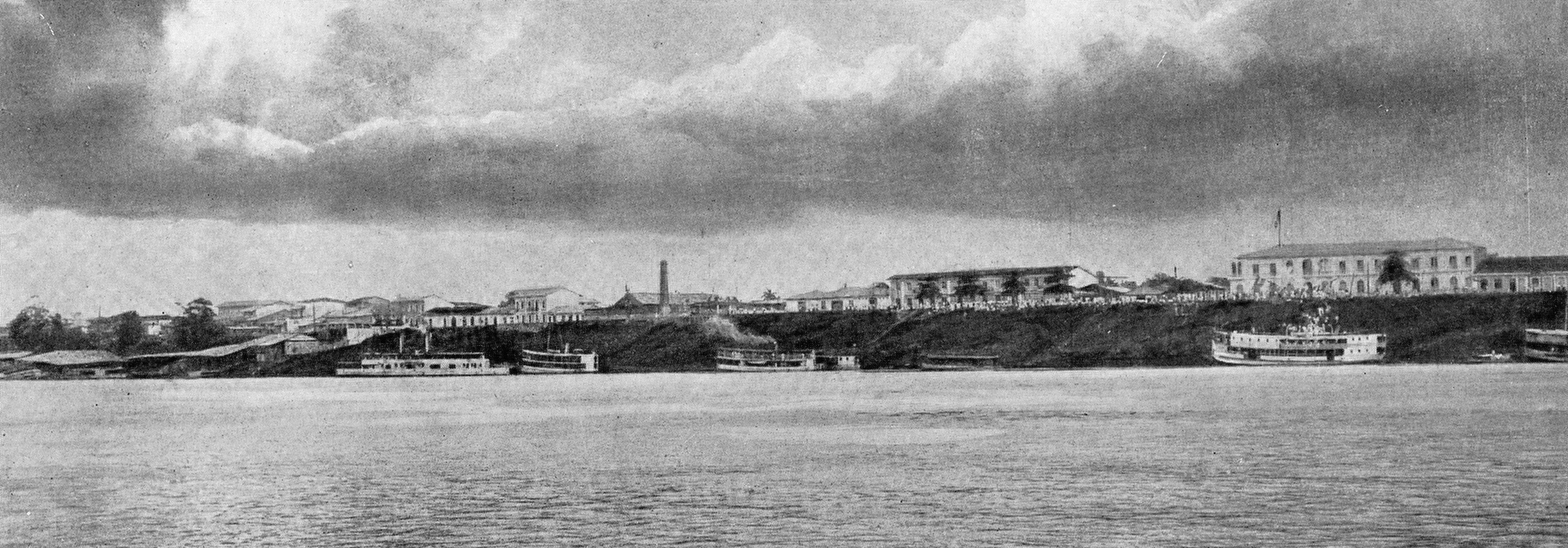
Blick auf die Stadt vom Amazonas in den 1920er Jahren.

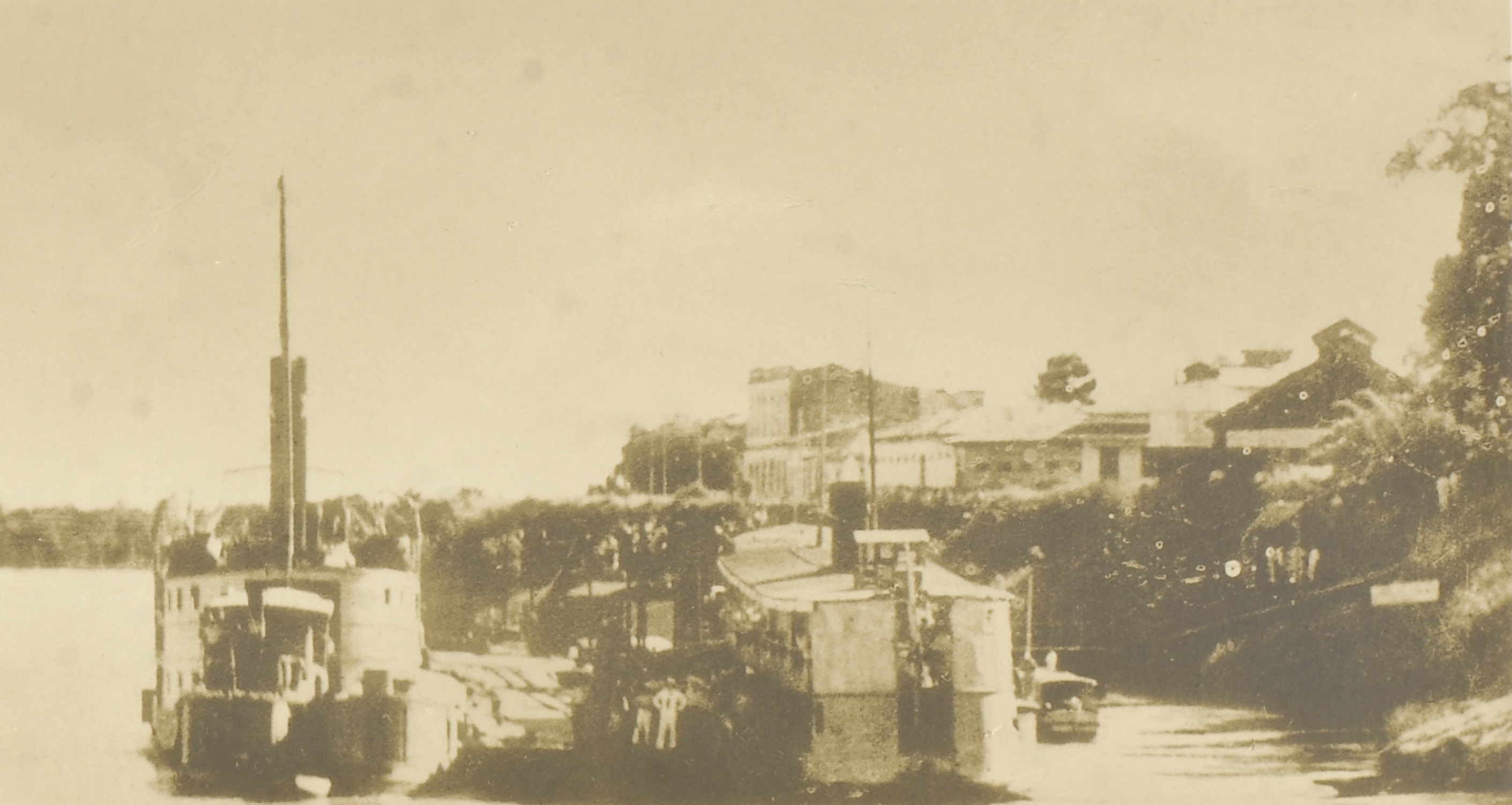
Hafen von Iquitos, 1930.

Die Stadt wurde um 1750 als Mission der Jesuiten gegründet. Ursprünglich war sie eine Verteidigungsbastion gegen die indigene Bevölkerung, die sich der Bekehrung widersetzte. Die kleine Siedlung mit 1500 Einwohnern entwickelte sich ab dem Ausbruch des Kautschukbooms, der zwischen 1870 und 1880 einsetzte, wirtschaftlich enorm weiter. In den folgenden 30 Jahren galt Iquitos als das Zentrum der Kautschukgewinnung und des -handels. Während die Eingeborenen gezwungen wurden, auf den Plantagen zu arbeiten und dabei wie Sklaven behandelt wurden, erwirtschafteten die „Kautschukbarone“ in dieser Zeit erheblichen Gewinn und entsprechendes Vermögen. Dieser Boom endete abrupt, als es dem Briten Henry Wickham gelang, Samen der Kautschukpflanze aus Brasilien nach Asien zu schmuggeln. In Malaysia wurden daraufhin Plantagen errichtet, deren Kautschuk wesentlich billiger und leichter zu ernten war. Daraufhin war Iquitos jahrzehntelang wirtschaftlich nahezu bankrott. Versuche, neue Geschäftsmöglichkeiten zu ergründen wie durch den Anbau von Tabak und Bananen, scheiterten, wie auch die Ideen, den Barbasco (eine giftige, flüssige Zusammensetzung, das die Indianer zum Fischfang verwendeten) als Insektizid einzusetzen oder exotische Tiere an Zoos in aller Welt zu verkaufen.
Im Jahre 1900 wurde Iquitos zum Sitz einer Apostolischen Präfektur, die 1921 zum Apostolischen Vikariat erhoben wurde. Seit 1945 heißt es Apostolisches Vikariat Iquitos.
Die Entdeckung von Erdöl und dessen Förderung sowie die Holzwirtschaft ließen Iquitos seit Anfang der 1960er Jahre zu einer modernen Stadt werden. Seit den 1980er Jahren entwickelt sich auch der Tourismus zu einem wichtigen Wirtschaftsfaktor. Zu besichtigen sind die restaurierten Häuser aus der Blütezeit mit ihren Jugendstilfassaden. Darüber hinaus ist Iquitos ein Ausgangspunkt für Touren in den Regenwald. Da die gesamte Umgebung von Iquitos heute erschlossen ist, ist „echter“ Dschungel im Umkreis von fast 100 Kilometern nicht mehr zu erleben. Dagegen ist das Naturschutzgebiet Pacaya-Samiria ein beliebtes Ziel des Ökotourismus. In den 2020er Jahren erlebte der Tourismus durch die Nachfrage westlicher Reisender nach dem psychedelischen Pflanzensud Ayahuasca einen erheblichen Aufschwung.

## Distrikte
Die Stadt Iquitos erstreckt sich über vier Distrikte:
- Distrikt Iquitos
- Distrikt San Juan Bautista
- Distrikt Punchana
- Distrikt Belén

## Klima
Da Iquitos nahe am Äquator liegt, herrscht dort ein feuchttropisches Klima (Typ Af nach Köppen), mit Temperaturen von 20 °C bis 36 °C. Die Durchschnittstemperatur beträgt 28 °C bei sehr hoher Luftfeuchtigkeit.
|                       | Jan  | Feb  | Mär  | Apr  | Mai  | Jun  | Jul  | Aug  | Sep  | Okt  | Nov  | Dez  |   |      |
| Mittl. Tagesmax. (°C) | 31,8 | 31,4 | 31,8 | 31,2 | 31,5 | 31,1 | 30,8 | 32,1 | 32,9 | 33,0 | 32,9 | 32,1 | ⌀ | 31,9 |
| Mittl. Tagesmin. (°C) | 21,7 | 21,4 | 21,8 | 21,7 | 21,8 | 21,1 | 20,3 | 20,3 | 21,0 | 21,5 | 21,9 | 22,0 | ⌀ | 21,4 |
|                       |      |      |      |      |      |      |      |      |      |      |      |      |   |      |
| Niederschlag (mm)     | 256  | 276  | 349  | 306  | 271  | 199  | 165  | 157  | 191  | 214  | 244  | 217  | Σ | 2845 |
|                       |      |      |      |      |      |      |      |      |      |      |      |      |   |      |
| Sonnenstunden (h/d)   | 5,4  | 5,3  | 4,9  | 5,3  | 5,6  | 6,3  | 6,9  | 7,3  | 7,1  | 6,4  | 6,0  | 5,1  | ⌀ | 6    |
|                       |      |      |      |      |      |      |      |      |      |      |      |      |   |      |
| Regentage (d)         | 14   | 13   | 12   | 13   | 13   | 13   | 12   | 11   | 10   | 12   | 12   | 13   | Σ | 148  |
|                       |      |      |      |      |      |      |      |      |      |      |      |      |   |      |
| Luftfeuchtigkeit (%)  | 80   | 81   | 80   | 83   | 83   | 81   | 81   | 80   | 77   | 78   | 79   | 80   | ⌀ | 80,2 |

| 21,7 |

| 21,4 |

| 21,8 |

| 21,7 |

| 21,8 |

| 21,1 |

| 20,3 |

| 20,3 |

| 21,0 |

| 21,5 |

| 21,9 |

| 22,0 |

| 21,7 |

| 21,4 |

| 21,8 |

| 21,7 |

| 21,8 |

| 21,1 |

| 20,3 |

| 20,3 |

| 21,0 |

| 21,5 |

| 21,9 |

| 22,0 |

## Verkehr

### Straße
Straßenverbindungen bestehen ausschließlich in einem inselartig vom Urwald eingeschlossenen Gebiet. So ist das ca. 100 km südlich gelegene Nauta oder das nördlich am Río Napo gelegene Mazán über eine Straße erschlossen.

### Schiene

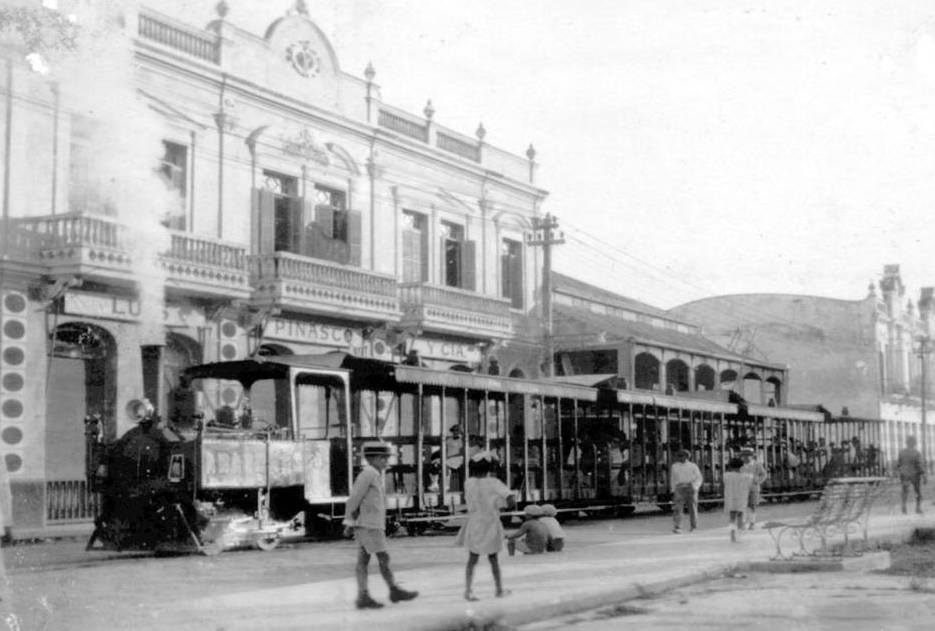
Decauville-Bahn der Empresa de Transportes y Iquitos Urbano

Eine von der Empresa de Transportes y Iquitos Urbano betriebene schmalspurige Dampfstraßenbahn mit einer Spurweite von 600 mm führte vom Hafen durch die Stadt bis zu dem Vorort Moronochocha. Sie ging Anfang des 20. Jahrhunderts in Betrieb. Auf ihr fand auch Güterverkehr statt. 1934 oder 1935 wurde der Betrieb eingestellt.

### Hafen
Im Hafen war der Güterumschlag während des Betriebs der Bahn in interessanter Weise organisiert, da der Fluss dort ein Hochufer hat: Die Schiffe legten an einem schwimmenden Ponton an, die Güter wurden dort auf die Wagen der Bahn verladen und die Wagen anschließend mit einem Dampfkran auf das Hochufer gehoben, von wo aus sie weiter befördert wurden.

## Iquitos in Film und Literatur
1981 drehte Werner Herzog hier seinen Film Fitzcarraldo mit Klaus Kinski in der Hauptrolle, der die typische Urwaldatmosphäre gut einfängt. Einen besonderen Akzent setzte Herzog mit dem Einsatz des einheimischen Laiendarstellers Huerequeque.
Der 2010 mit dem Nobelpreis für Literatur ausgezeichnete peruanische Autor Mario Vargas Llosa setzte der Stadt Iquitos bzw. der Provinz Loreto mit seinen Romanen La casa verde (deutscher Titel: Das grüne Haus) und Pantaleón y las Visitadoras (deutscher Titel: Der Hauptmann und sein Frauenbataillon) ein Denkmal.
In dem Roman Die Jangada von Jules Verne dient Iquitos als Ausgangspunkt für eine Reise auf dem Amazonas.

## Sport
2005 war Iquitos einer der Austragungsorte der U-17-Fußball-Weltmeisterschaft. Die Fußballfamilie der Stadt erhielt für ihr Engagement den FIFA-Fairplay-Preis.
Am 19. Februar 2007 erreichte der Slowene Martin Strel im Rahmen seiner Amazonas-Durchschwimmung die Stadt. Der Ultra-Langstreckenschwimmer begann seine Durchschwimmung am 1. Februar 2007 im peruanischen Atalaya und beendete sie am 7. April 2007 im brasilianischen Belém. Die gesamte zurückgelegte Strecke beträgt 5268 Kilometer.

## Sehenswürdigkeiten

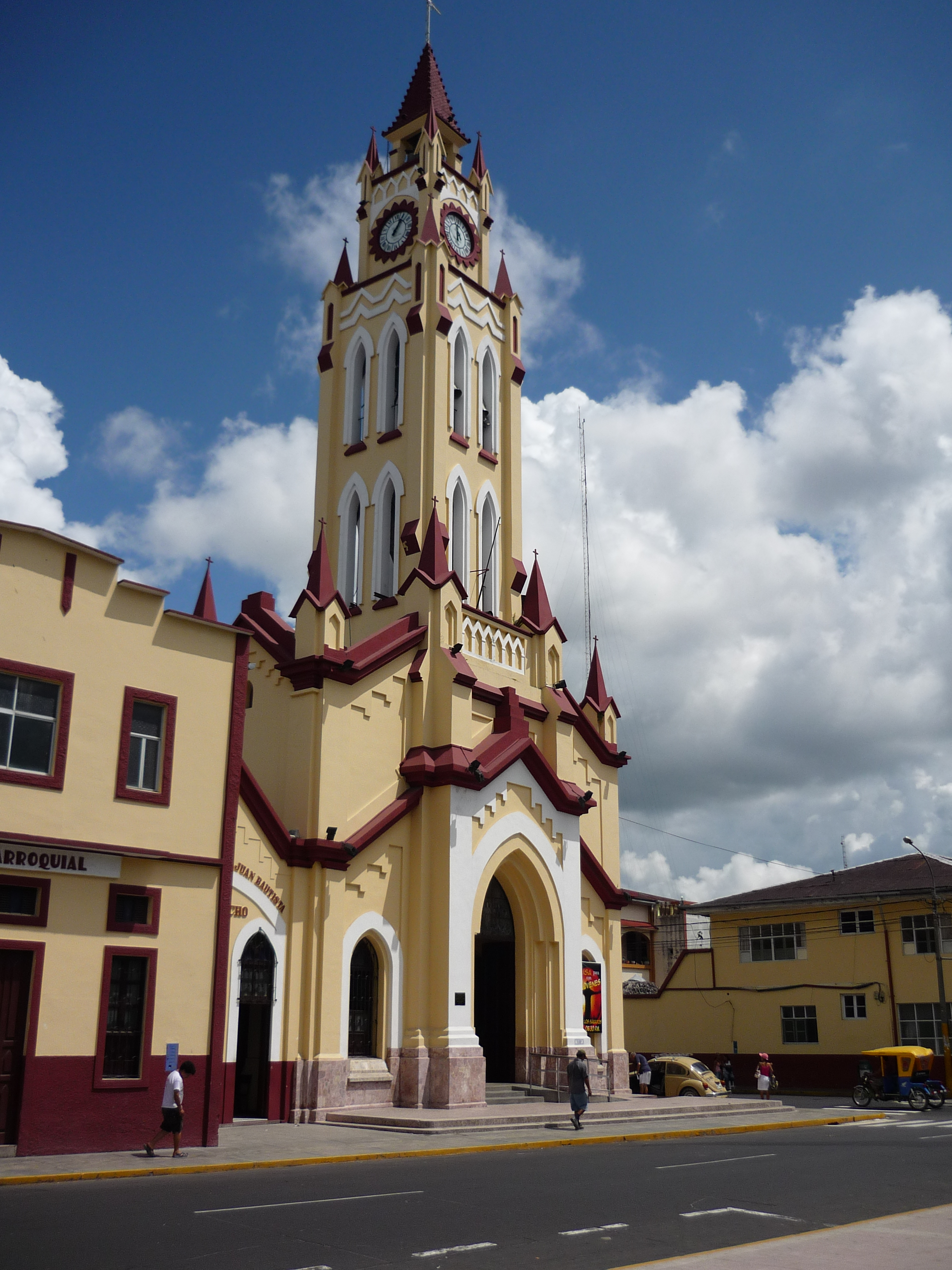
San Juan Bautista, Hauptkirche für das Apostolische Vikariat Iquitos

Auf der Plaza de Armas steht die imposante Kirche von Iquitos. Das katholische Gotteshaus ist zugleich auch das höchste Gebäude der Stadt. An der östlichen Ecke der Plaza de Armas wurde die Casa de Hierro, das Eisenhaus, errichtet, ein nur aus Metall gebautes Gebäude, das der französische Architekt Gustave Eiffel entworfen hat.
Der Stadtteil Belén (dt.: Bethlehem) am Amazonasufer ist zum Teil auf Stelzen gebaut. Hier wohnen die verarmten Indigenen der Stadt.

## Museen
- Museo de Culturas Indígenas Amazónicas[10]
- Museo de Barcos Historicos[11]
- Museo Arqueológico y Etnográfico del Conjunto Monumental Belén[12]

## Kulinarische Besonderheiten
Die Küche von Iquitos ist durch die besondere Lage der Stadt am Amazonas bzw. im Amazonasbecken geprägt und bietet daher, neben den üblichen peruanischen Gerichten und einer großen Vielfalt tropischer Früchte, einige besondere Speisen:
Fischgerichte, Paiche (Arapaima) oder den Piranha (Piranhas) gibt es in vielen Variationen. Kochbananen und Yuca (Maniok) werden als Beilage angeboten, aber auch als ein Tacachos genanntes Zwischendurchgericht. Man bekommt auch – meist gegrillt – Alligatoren, Suri-Maden (Larve einer Art der Rüsselkäfer) vom Holzspieß und verschiedene Insekten, vorzugsweise Ameisen. Bei Einheimischen beliebt sind Schildkröten und Schildkröteneier.

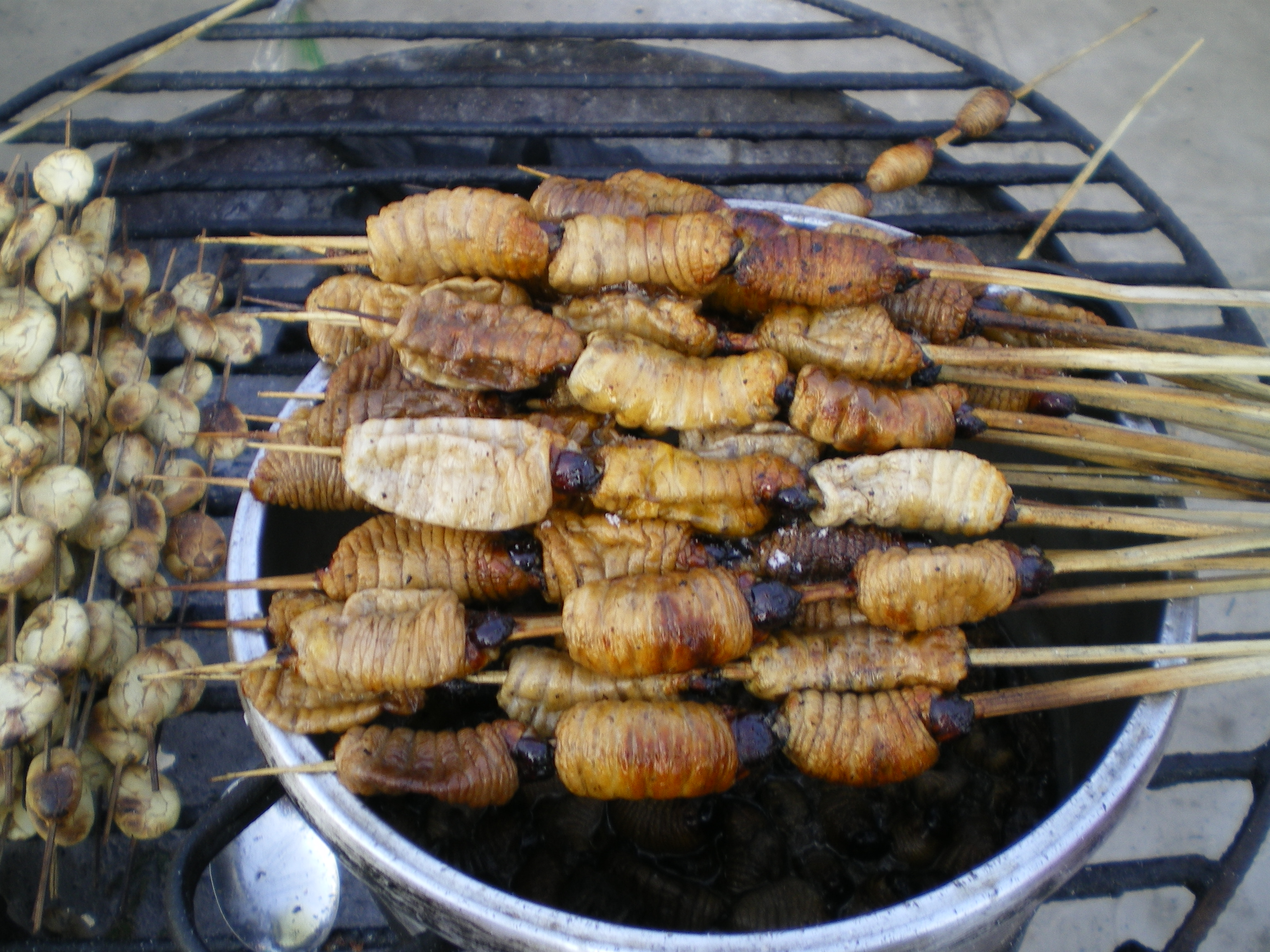
Die Maden des Rüsselkäfers (Suri) gegrillt
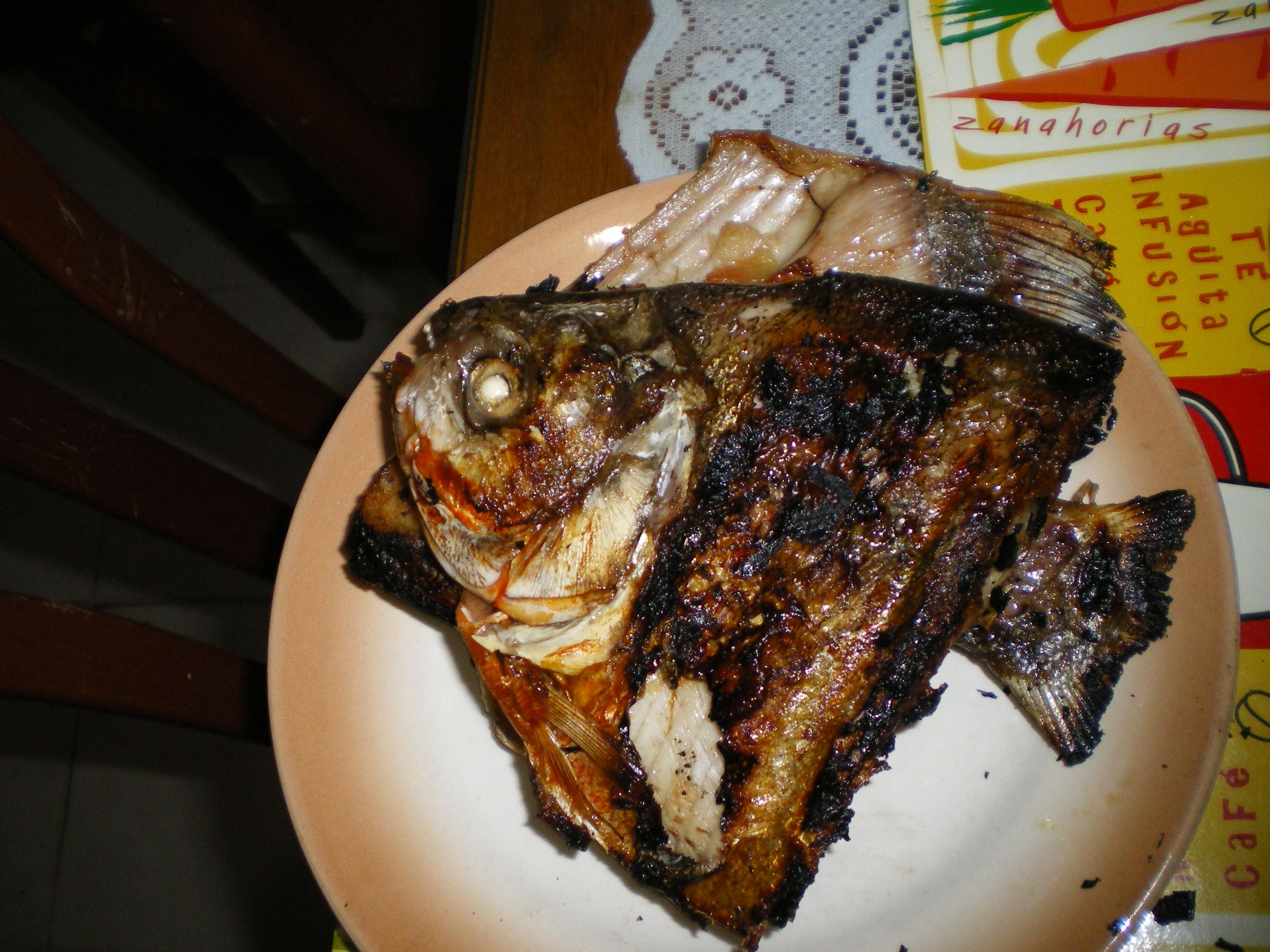
Gegrillter Piranha
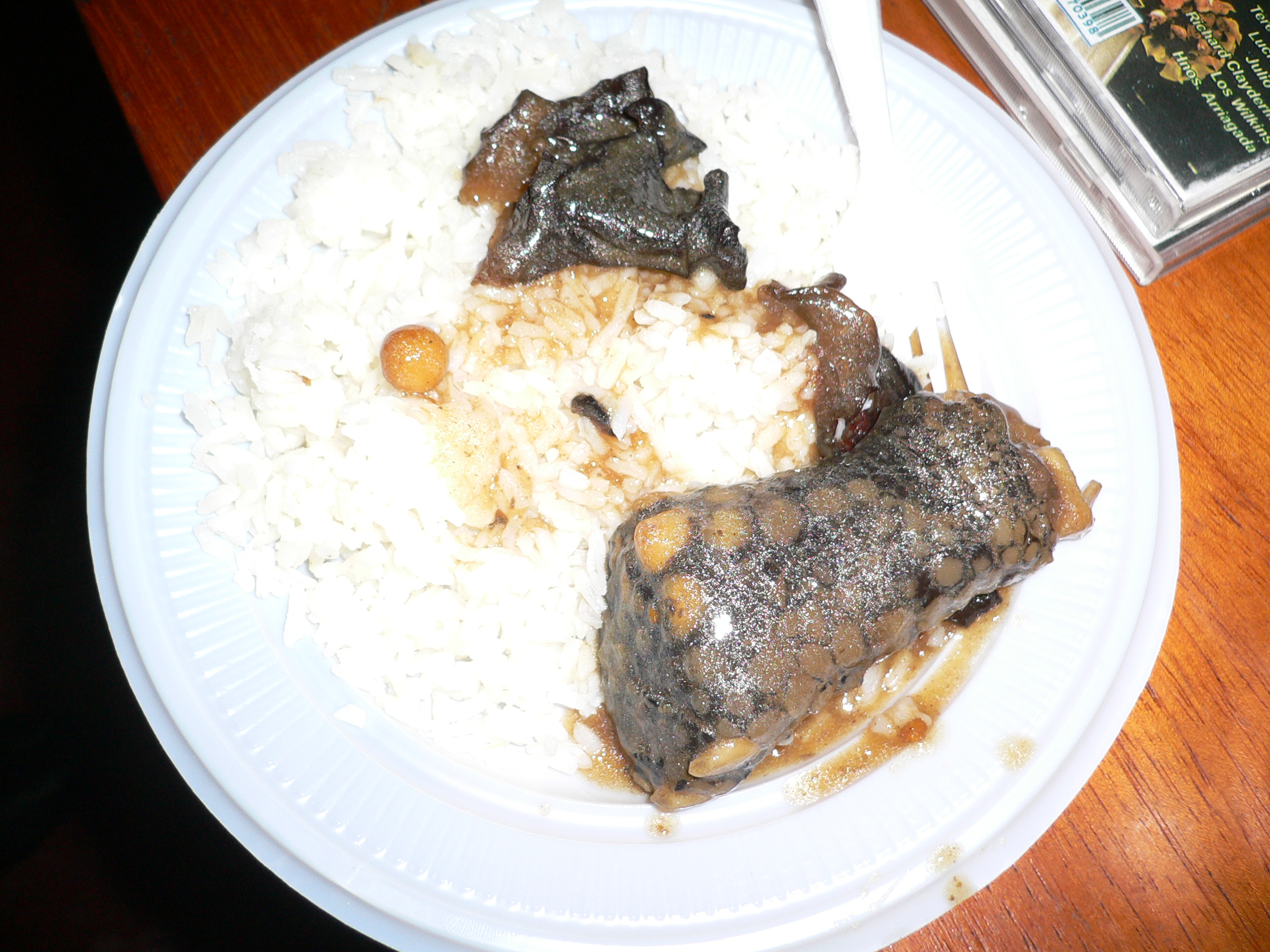
Schildkrötenfuß als Hauptgericht

## Ureinwohner
Die Situation der indigenen Einwohner ist durch Bodenexploration, Rodung der Wälder und Tourismus prekär. Auch Schmuggel und Grenzkonflikte zu Ecuador schränken den Lebensraum der Indigenen immer weiter ein. Die CETA, ein Zentrum zur Kultivierung der indigenen Sprachen und Kultur unter dem Jesuitenpater Joaquín García Sánchez, gibt den Ur-Einwohnern Stimme und Hilfe.

## Flora und Fauna

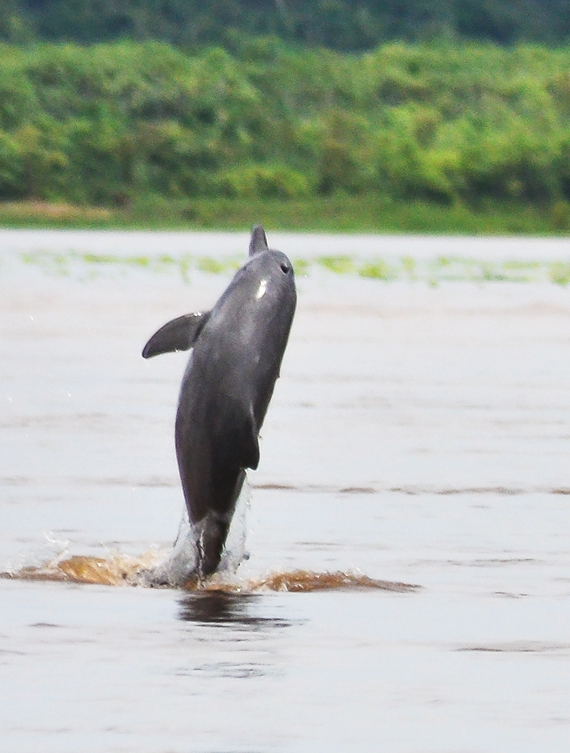
Amazonasdelfin
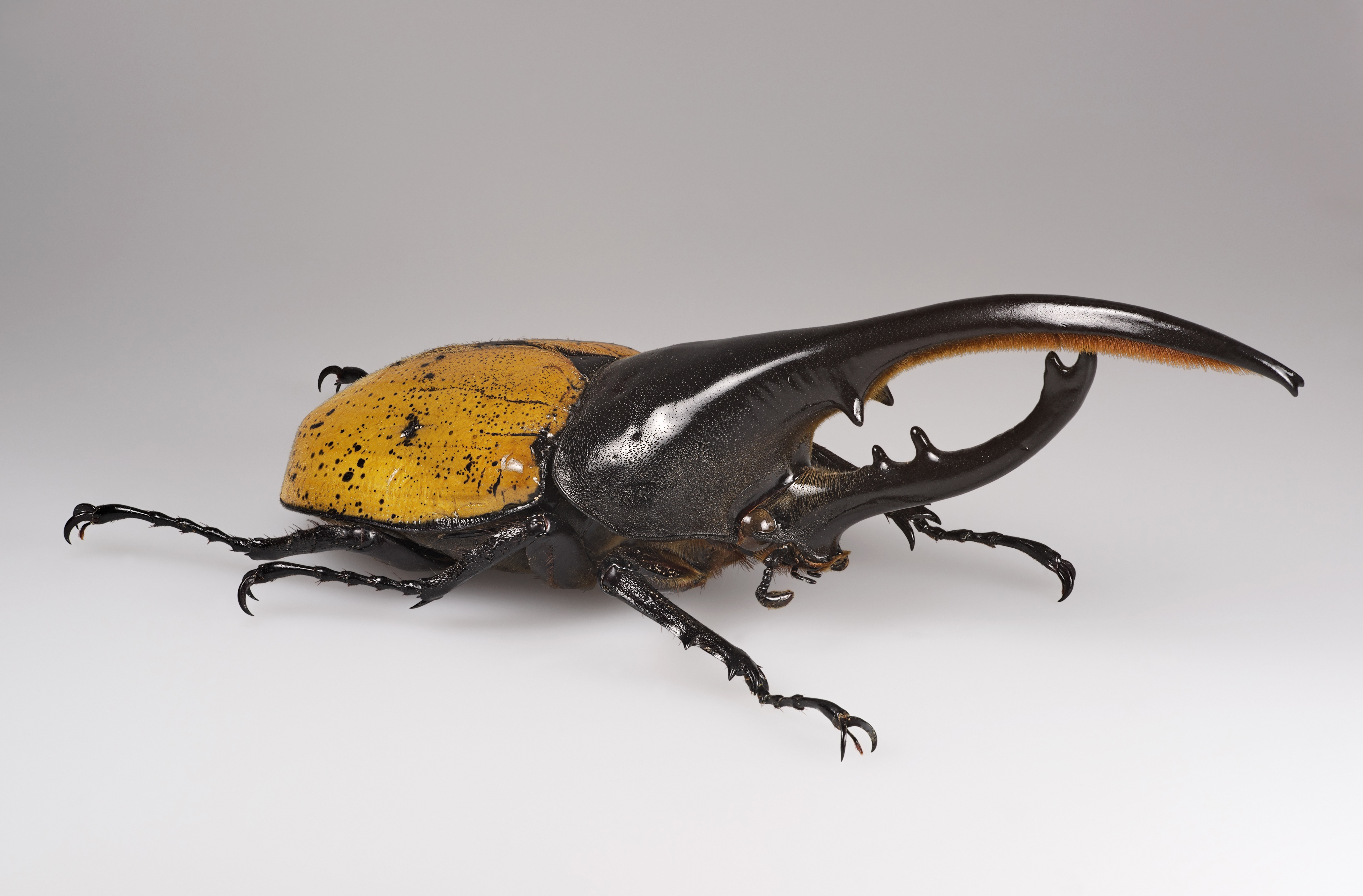
Herkuleskäfer
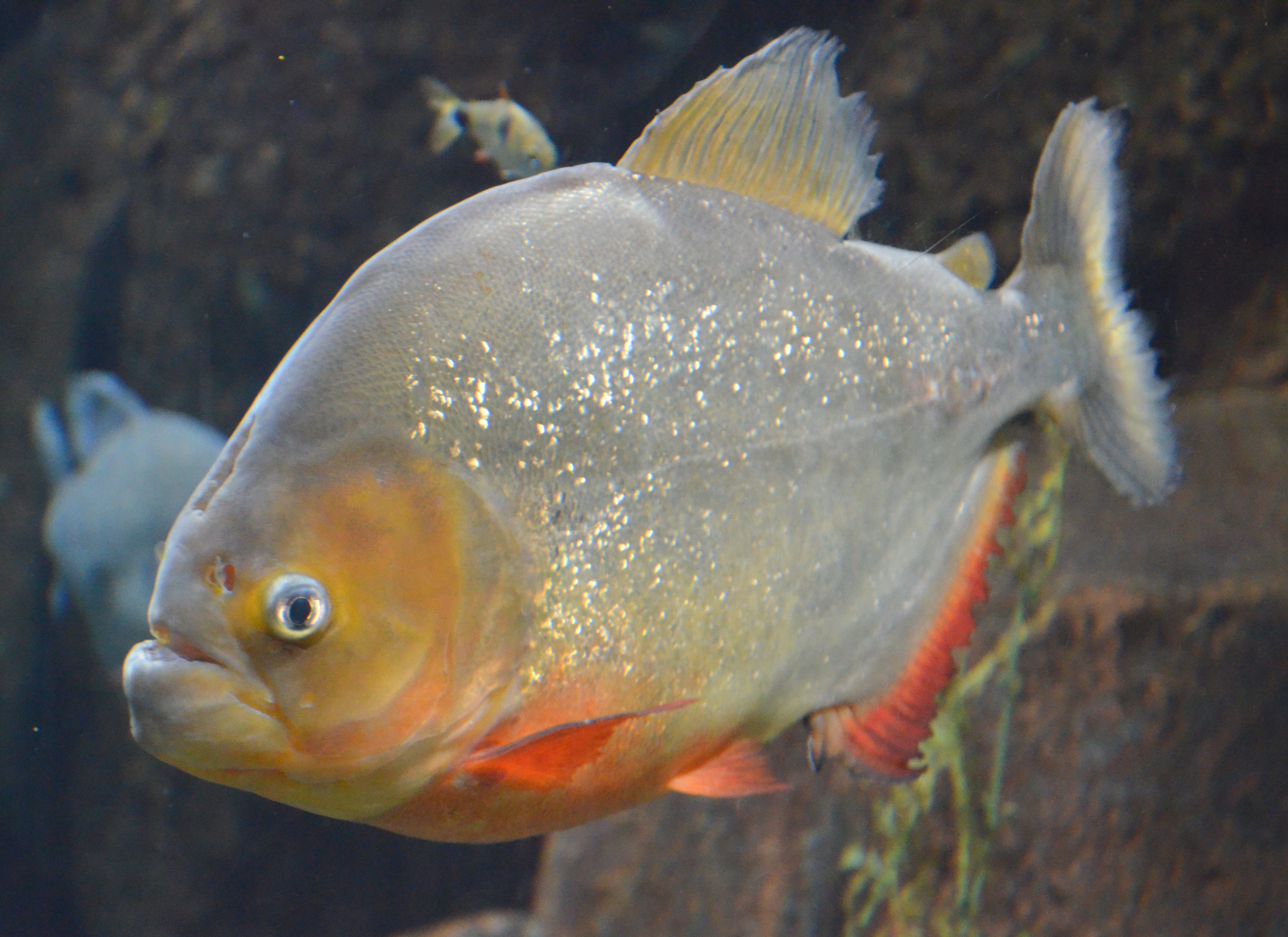
Piranha

- Goldbauch-Zwergbuntbarsch

## Bilder aus Iquitos

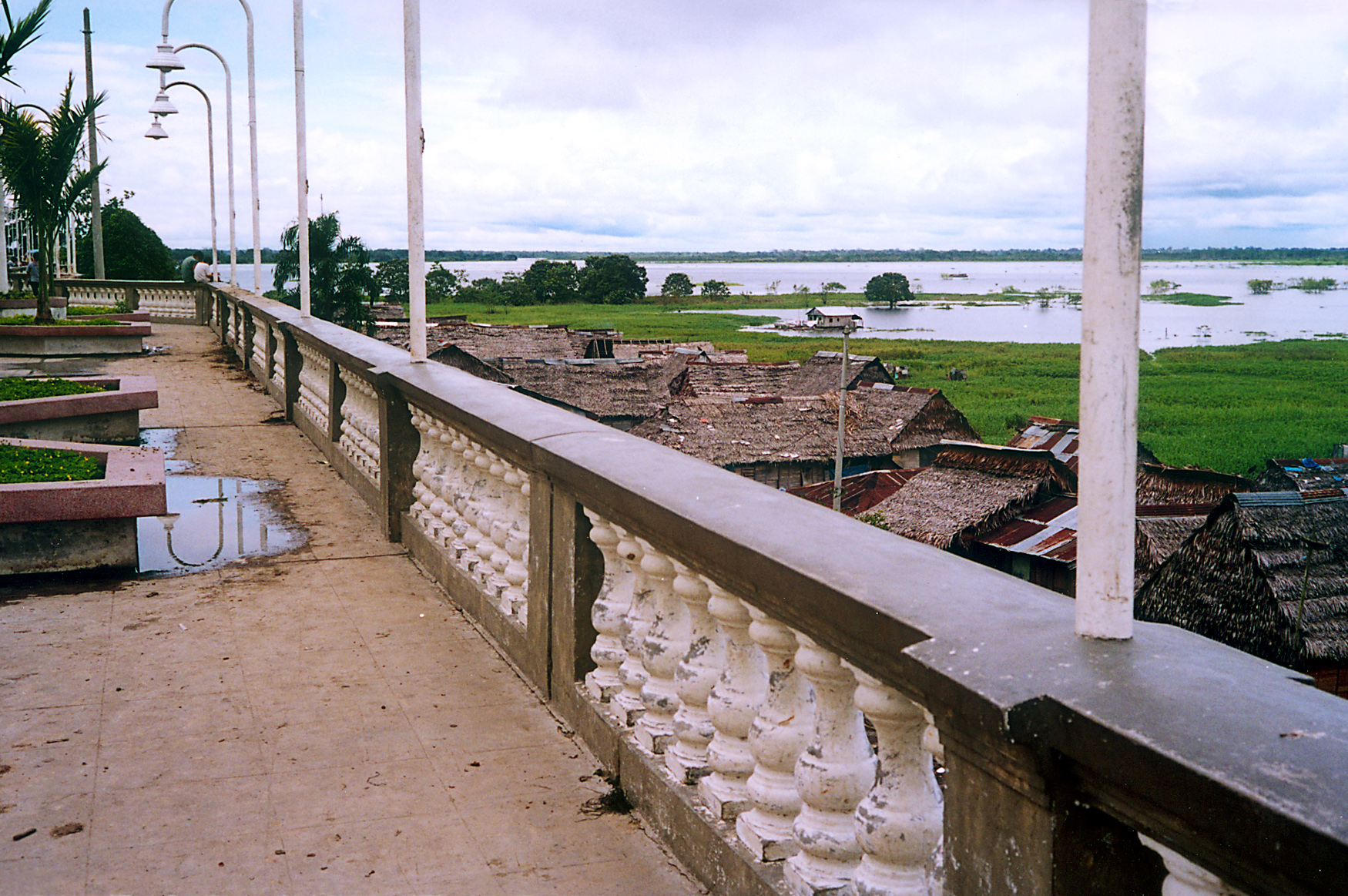
Malecon Tarapaca
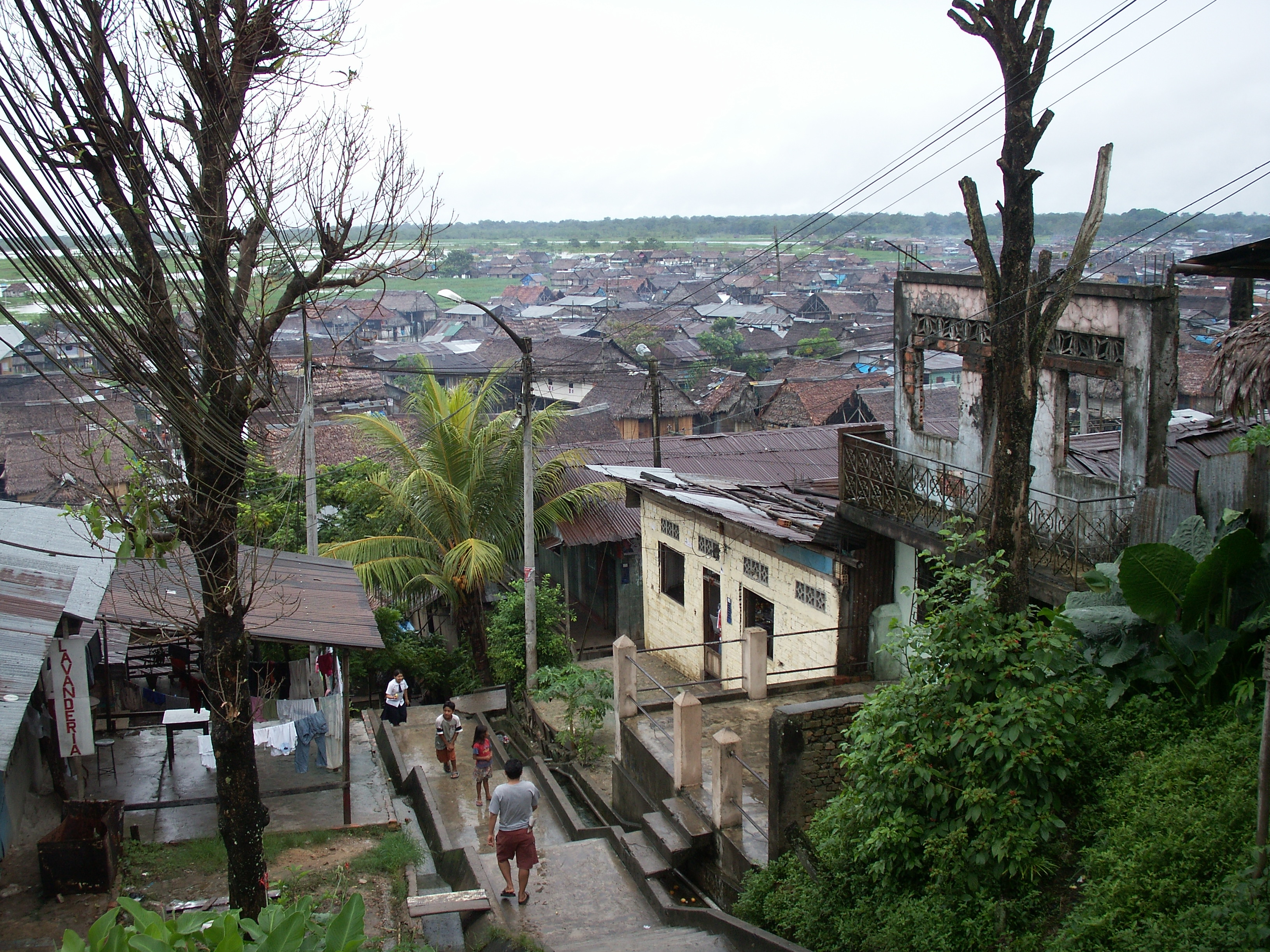
Blick Richtung Belen
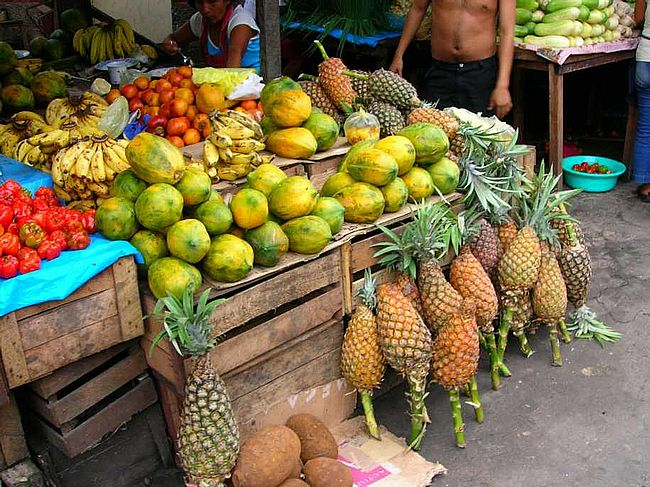
Früchte auf dem Markt
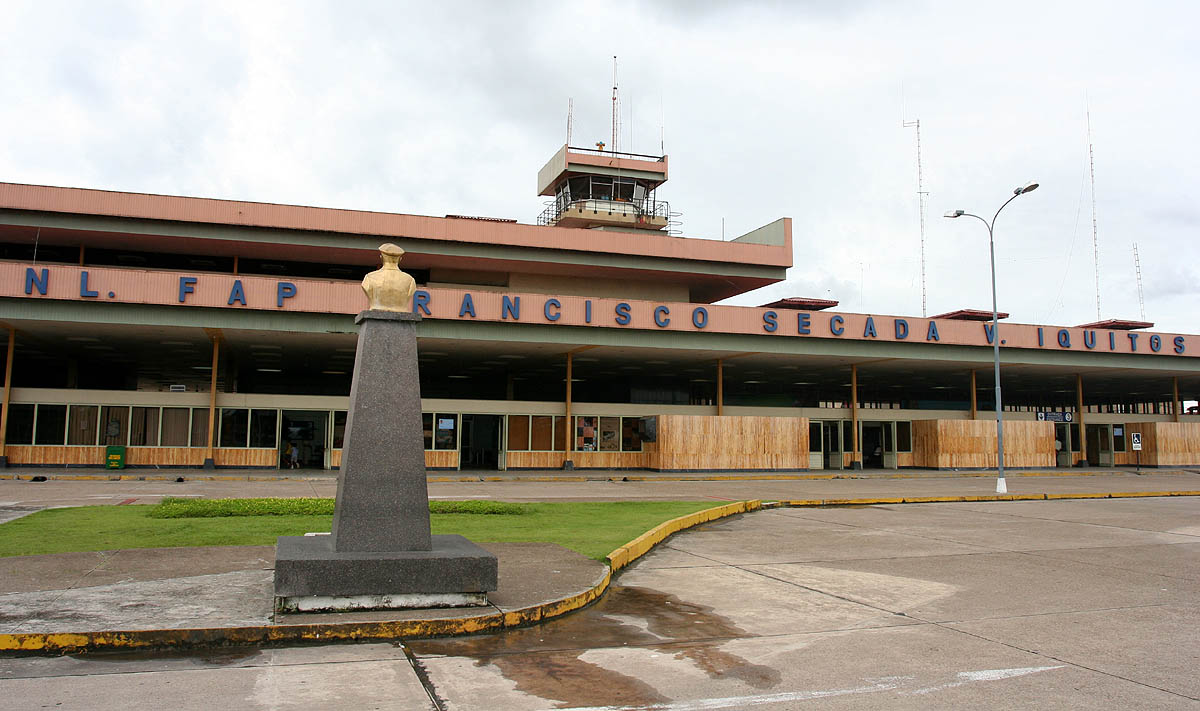
Flughafen von Iquitos
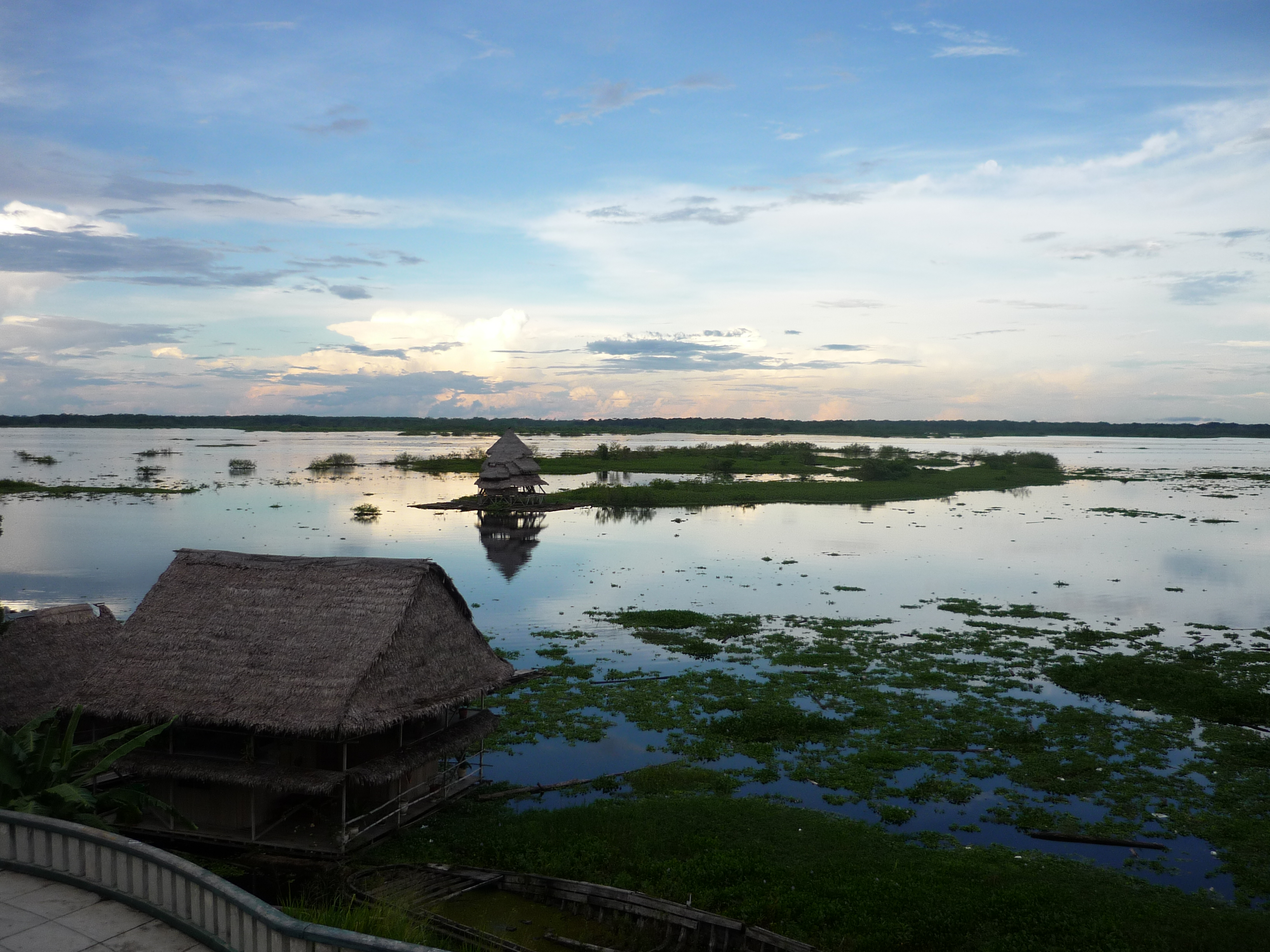
Blick auf den Fluss

## Söhne und Töchter der Stadt
- Simone Breton (1897–1980), französische Frauenrechtlerin und Galeristin
- Teresa Burga (1935–2021), Künstlerin
- Peter Joseph Hocking (1938–2022), US-amerikanisch-peruanischer Zoologe
- Mario Peña (1952–2008), Politiker